# Yamunā

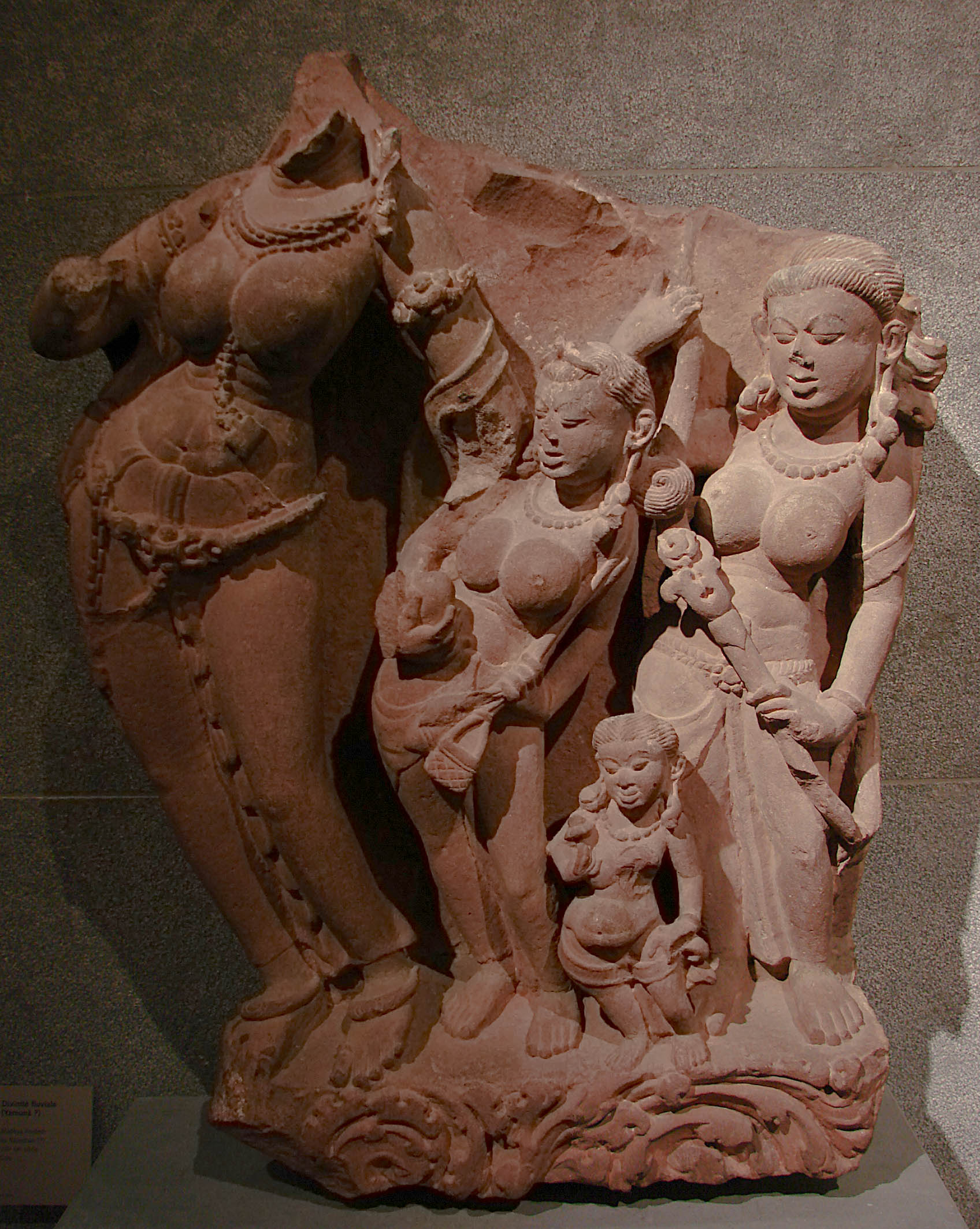
Yamuna in un altorilevo

Yamunā (in sanscrito यमुना), o Jumna, è una divinità fluviale della religione indù e trae il suo nome dal fiume omonimo, che scorre nel nord dell'India. È nota anche col nome di Yami, figlia di Vivasvat e di Śaraṇyu.
Nei Veda Yami è la prima donna, e sorella gemella di Yama, il primo uomo ed entrambi figli di Sūrya. Nel decimo maṇḍala del Ṛg Veda c'è un inno nel quale l'una canta all'altro e viceversa.
In Tibet è la dea della morte e regna sugli spiriti femminili dell'aldilà (Naraka). È la consorte di Yama, anch'egli Signore dell'oltretomba.